# Michel Mettler
Michel Mettler (* Mai 1966 in Aarau) ist ein Schweizer Dramaturg, Musiker und Schriftsteller.

## Leben
Michel Mettler arbeitete zunächst als Dramaturg und Musiker. Von 1999 bis 2001 war er künstlerischer Leiter des Theaters forum:claque in Baden. Kürzere Texte erschienen in verschiedenen Schweizer Zeitungen und Zeitschriften und in Anthologien. Er gehörte zur 1991 von Perikles Monioudis gegründeten Autorengruppe „Netz“. Als Dramaturg arbeitete er mit der Musiktheatergruppe DIE REGIERUNG, mit dem Musiker Nik Bärtsch, mit Aglaja Veteranyi und Jens Nielsen sowie in diversen weiteren freien Theaterproduktionen.
Ab 2003 war er mit drei befreundeten Musikern und Autoren als die «Vier Maultrommeln» unterwegs. 2006 erschien sein erster Roman Die Spange im Suhrkamp Verlag. 2009 gab er unter dem Titel Depeschen nach Mailland eine Auswahl E-Mails, die er in einem längeren Mailaustausch von Jürg Laederach erhalten hatte, heraus. Ebenfalls 2009 veröffentlichte er in der Insel-Bücherei mit Der Blick aus dem Bild eine Sammlung von Betrachtungen zu Gemälden. Im Jahre 2010 folgte eine weitere Kooperation mit einem Schriftstellerkollegen, der Band H stellt sich vor, Erzählungen, die Mettler gemeinsam mit Felix Kauf verfasste.

## Auszeichnungen
- 2006: Förderpreis der Schweizerischen Schillerstiftung

## Werke

### Bücher/Texte
- Die Spange. Roman. Suhrkamp, Frankfurt am Main 2006, ISBN 3-518-41755-X.
- Der geschenkte Berg. Text zum Zentenarium des Aargauer Heimatschutzes. Schwabe, Basel 2007, ISBN 3-7965-2405-2.
- Der Blick aus dem Bild. Von Gemaltem und Ungemaltem. Insel, Frankfurt am Main 2009, ISBN 978-3-458-19321-0 (= Insel-Bücherei, Band 1321).
- H stellt sich vor (mit Felix Kauf). Echtzeit, Basel 2010, ISBN 978-3-905800-38-8.
- Lisa Hoever: Nomaden. Mit Texten von Michel Mettler. Vexer, St. Gallen 2019, ISBN 978-3-907112-11-3.

### Tonträger
- Maskenwechsel. Audio-CD. Arsmedia, Lenzburg 2006.
- Singende Eisen, Spangen und Gleise (mit Anton Bruhin, Bodo Hell, Peter Weber). Engeler, Basel 2007, ISBN 3-938767-36-7.

### Herausgeberschaft
- Gerhard Meier: Borodino. Mit einem Nachwort von Michel Mettler. Suhrkamp, Frankfurt am Main 2007, ISBN 978-3-518-22417-5 (= Bibliothek Suhrkamp, Band 1417).
- Jürg Laederach: Depeschen nach Mailland. Mit einem Epilog von Michel Mettler. Suhrkamp, Frankfurt am Main 2009, ISBN 978-3-518-42059-1.
- Dunkelkammern. Geschichten vom Entstehen und Verschwinden (mit Reto Sorg). Suhrkamp, Berlin 2007, ISBN 978-3-518-47072-5.